# 山本直
山本 直（やまもと なお、1989年7月24日 - ）は、ラジオNIKKEIのアナウンサー。神奈川県茅ヶ崎市出身。

## 経歴
神奈川県立厚木清南高等学校、文教大学情報学部卒業。
2013年、ラジオNIKKEIに入社。2015年1月10日の中山競馬場第1競走の実況でデビューし、2017年3月20日のフラワーカップで重賞実況デビュー。同年12月23日の中山大障害で初GI実況を果たした。
2020年1月に米田元気と入れ替わる形で大阪支社へ異動する。
2023年2月、東京本社に復帰。

## エピソード
- 実況デビューした2015年、天皇賞（秋）・ジャパンカップ・有馬記念当日の前半6レース実況を担当。
- 初GI実況となった2017年の中山大障害では、逃げ切りを図るアップトゥデイトとそれを差し切ろうとするオジュウチョウサンの一騎打ちとなった第4コーナーから最後の直線に差し掛かる場面で「前・王者（アップトゥデイト）か、現・王者（オジュウチョウサン）か!」のフレーズを発し、競馬ファンの間でも語り草になっている（結果は「現・王者」のオジュウチョウサンが勝利し、J-GI4連覇を達成）。

## GI実況歴
日本
- フェブラリーステークス（2024年〜）
- 高松宮記念（2020年〜2022年）
- NHKマイルカップ（2018年[8]〜2019年、2023年）
- 優駿牝馬（2024年〜）
- 宝塚記念（2021年〜2023年）
- スプリンターズステークス（2023年〜）
- 秋華賞（2020年〜2022年）
- マイルチャンピオンシップ（2019年）
- ジャパンカップ（2023年〜）
- 阪神ジュベナイルフィリーズ（2020年〜2022年）
- 朝日杯フューチュリティステークス（2018年〜2019年、2024年）
- 中山大障害（2017年[5]）

海外
- 香港チャンピオンズデー（2025年、現地実況）

## 現在の担当番組
- 中央競馬実況中継（実況および進行）
- 鈴木淑子の地球は競馬でまわってる（予想コーナー内の重賞データチェック）
- うまきんIII
- 競馬が好きだ!
- 競馬LIVEへGO!
- 聴く名作
- 未来会議プロジェクト
- BSイレブン競馬中継[9]（BS11、2024年6月15日から出演）
- うまナビ!イレブン (BS11、2024年6月15日から出演)